# 超人前传 (第三季)
《超人前傳》（英語：Smallville）是美國WB電視台播出的電視劇，講述氪星人克拉克·肯特早年生活中的經歷及冒險。該劇由阿爾弗雷德·高夫與麥爾斯·米勒主創，第三季的首集《放逐》（Exile）於2003年10月1日首播，季終集《承諾》（Covenant）則於2004年5月19日播出，全季共包含22集。在第三季中的故事增添了前兩季沒有的沉重、與寫實黑暗元素，克拉克與他的生父喬·艾爾賦予他的使命展開纏鬥，萊克斯與李涅的爭鬥愈鬧愈大。克拉克的祕密開始影響彼得，而克拉克與拉娜的關係則陷入了膠著。第三季的主要演員包含湯姆·威靈、克莉斯汀·克魯克、麥可·羅森巴姆、山姆·瓊斯三世、艾莉森·麥克、約翰·葛洛佛、安妮特·奧圖勒與約翰·施奈德等人。
該季中出現了數位DC漫畫的角色，如摩根·艾吉與派瑞·懷特等。有別於前兩季的播出時間（每個星期二的下午9點），第三季改至每個星期三的下午8點播出。第三季的收視表現較上一季差，平均每集皆有496萬人收看，而上一季則是630萬人。該季在根據尼爾森收視率列出的收視人次排名中名列第141名，遜於上一季的第113名。第三季的DVD於2004年11月16日發布。

## 集數
| 總集數 | 集數 | 標題       | 導演                       | 編劇                         | 首播日期       | 製作代碼 | 美國收視 （百萬） |
| --- | ---- | ---------- | -------------------------- | ---------------------------- | -------------- | -------- | ----------------- |
| 45 | 1    | 放逐       | 格雷格·貝蒙                | 阿爾弗雷德·高夫、麥爾斯·米勒 | 2003年10月1日  | 176201   | 6.8               |
| 在紅色氪石的影響下，克拉克與大都會的一名名叫摩根·艾吉（魯格·豪爾飾演，而後來的艾吉則改由派崔克·貝金飾演）的黑幫老大交涉，摩根聘請克拉克潛入李涅的辦公室。為了讓克拉克回來，強納森與喬·艾爾達成了一項協議。萊克斯被困在一座無人島上，外界相信他已經死了。在路德豪宅，李涅指責海倫謀殺了萊克斯。 |      |            |                            |                              |                |          |                   |
| 46 | 2    | 菲尼克斯   | 詹姆斯·馬歇爾              | 布萊恩·彼得森、凱利·薩德斯   | 2003年10月8日  | 176202   | 6.7               |
| 喬·艾爾給予強納森臨時的超能力，強納森和克拉克在路德公司的地下室打鬥。克拉克無法下手殺死強納森，於是摧毀了紅色氪石。萊克斯回到家，嚇到了海倫。很快的，萊克斯發現，海倫試圖置他於死地。萊克斯阻止了海倫。摩根發現了克拉克的所在處，綁架了他，試圖贏回李涅的信任。然而，克拉克中途引爆了他所在的車輛，李涅認為摩根試圖陷害他。在雙方的槍戰中，摩根中槍落水，生死不明。                                                                                             |      |            |                            |                              |                |          |                   |
| 47 | 3    | 絕種       | 麥克·卡特曼                | 陶德·史拉夫金、戴倫·史維莫   | 2003年10月15日 | 176203   | 6.5               |
| 克拉克發現范·麥克納提（Van McNulty）一直在獵殺遭綠色氪石感染的人。兩人對峙時，綠色氪石使克拉克無法阻止范逃脫，而范也因此得知了克拉克的弱點，開始製作綠色氪石子彈，使克拉克一度性命垂危。范挾持了拉娜，並再次使用綠色氪石子彈來對付克拉克。克拉克以鉛板擋住子彈，拉娜制伏了范。 |      |            |                            |                              |                |          |                   |
| 48 | 4    | 夢境       | 丹·艾提雅斯                | 德魯·格林伯格                | 2003年10月22日 | 176204   | 6.9               |
| 一名昏迷的女孩莎拉·康洛伊（Sarah Conroy）擁有讓克拉克進入她的夢境的能力。克拉克與拉娜前去探訪她，並發現若莎拉昏迷時，她叔叔便能掌控所有財產，進而對莎拉的叔叔尼古拉斯·康洛伊（Nicholas Conroy）起了疑心。兩人發現，尼古拉斯一直透過藥物控制莎拉，使她醒不過來。當尼古拉斯發覺曝光時，便試圖殺害拉娜，克拉克及時趕到阻止了他。 |      |            |                            |                              |                |          |                   |
| 49 | 5    | 記者佩瑞   | 珍諾特·施瓦爾克            | 馬克·佛海登                  | 2003年10月29日 | 176205   | 6.7               |
| 克拉克發現自己的超能力來自於太陽，一旦太陽閃焰爆發，會導致他的超能力失控，時而消失時而增強。曾是知名記者的派瑞·懷特來到小鎮為新聞找題材。派瑞目睹了克拉克的能力，並設計出一個迫使克拉克使出超能力的危險計畫，險些害自己及因閃焰而失去超能力的克拉克喪生。看到毫無超能力的克拉克，愧疚的派瑞決定回到大都會。在閃焰的影響消散後，克拉克又恢復了他的能力。 |      |            |                            |                              |                |          |                   |
| 50 | 6    | 歷史的真相 | 瑪莉塔·葛拉比亞克          | 布萊恩·彼得森、凱利·薩德斯   | 2003年11月5日  | 176206   | 6.7               |
| 拉娜的舅公因在40年前涉嫌殺害自己的妻子而被判有罪，他給拉娜一張他認定的兇手——一名流浪漢的照片。流浪漢的外貌神似克拉克。克拉克發現，該名男子正是喬·艾爾。克拉克在科瓦奇洞穴（Kawatche Caves）進行調查，並拿到了一個氪星徽章，能讓他看見喬·艾爾當年首次來到地球的所見所聞。 |      |            |                            |                              |                |          |                   |
| 51 | 7    | 磁性的     | 大衛·傑克森                | 霍莉·哈羅德                  | 2003年11月12日 | 176207   | 6.9               |
| 拉娜認識了一名男孩塞斯（Seth），並迅速的開始與他交往，起了疑心的克拉克決定著手調查。克拉克發現塞斯擁有隔空移動金屬及改變人的情感的能力，決定讓拉娜脫離賽斯的控制。萊克斯發現克洛一直在發掘李涅的過去，便試圖讓她加入他與李涅的鬥爭中。 |      |            |                            |                              |                |          |                   |
| 52 | 8    | 致命打擊   | 肯尼斯·比勒                | 肯尼斯·比勒                  | 2003年11月19日 | 176208   | 6.4               |
| 萊克斯發現生還的摩根·艾吉，並決定與他合作，要他供出他幫助李涅謀殺父母的罪行。在萊克斯準備將證據交給法庭時，有人試圖暗殺他。萊克斯逃到肯特農場，請求克拉克協助。然而，一連串的證據表明萊克斯已經精神崩潰，但摩根確實還活著。摩根試圖駕車撞死萊克斯，但被萊克斯射殺。克拉克擋下了往萊克斯駛來的車。最終，萊克斯被送往精神病院。 |      |            |                            |                              |                |          |                   |
| 53 | 9    | 精神病醫院 | 格雷格·貝蒙                | 陶德·史拉夫金、戴倫·史維莫   | 2004年1月14日  | 176209   | 5.6               |
| 萊克斯試圖說服克拉克協助他逃出精神病院，但遭克拉克拒絕。萊克斯試圖自行逃脫。該逃脫事件致使李涅決定進行電痙攣療法，抹去萊克斯的記憶。伊恩·藍道（Ian Randall，曾出現在第二季的劇集《二重化身》中）、艾瑞克·桑默斯（Eric Summers，曾出現在第一季的劇集《能力轉移》中）及范·麥克納提試圖奪取克拉克的能力並逃出精神病院。在幫助萊克斯時受到致命傷的拉娜在復健過程中，遇見另一名病患亞當·奈特（Adam Knight），亞當鞭策她努力復健，使拉娜得以成功出院。                                                  |      |            |                            |                              |                |          |                   |
| 54 | 10   | 順風耳     | 湯瑪斯·J·懷特              | 肯·霍頓                      | 2004年1月21日  | 176210   | 5.1               |
| 在阻止搶匪的過程中，克拉克意外失明。很快地，他發現自己的身體發展出了超乎常人的聽力來彌補視力方面的不足。彼得被搶案的其中一名搶匪綁架，並藉此威脅彼得擔任法官的媽媽，要她撤銷對搶匪的控訴。克拉克適應了他的超人聽力，救出了彼得。 |      |            |                            |                              |                |          |                   |
| 55 | 11   | 刪除       | 派特·威廉斯                | 布萊恩·彼得森、凱利·薩德斯   | 2004年1月28日  | 176211   | 5.5               |
| 在克洛發現夏之林（Summerholt）正在進行秘密實驗後，有人開始向她的朋友發送能控制心思的簡訊，操控收信者殺死克洛。克拉克與萊克斯發現幕後黑手是莫莉·葛里森（Molly Griggs），但並不是賈納博士（Dr. Garner）控制她做出這些事情的。拉娜決定將塔龍樓上的公寓租給亞當，但覺得他隱瞞了一些有關他過去的事。 |      |            |                            |                              |                |          |                   |
| 56 | 12   | 今後       | 格雷格·貝蒙、詹姆斯·馬歇爾 | 馬克·佛海登、德魯·格林伯格   | 2004年2月4日   | 176212   | 5.3               |
| 克拉克發現他的新同學喬丹（Jordan）能預見他所碰觸到的人的死法。喬丹警告他，拉娜將在接下來的幾天內葬身火海。克拉克展開行動，救出拉娜。喬丹還告訴他，他沒有看見克拉克的死法。克洛開始調查亞當，發現了令人不安的真相。 |      |            |                            |                              |                |          |                   |
| 57 | 13   | 速度       | 珍諾特·施瓦爾克            | 陶德·史拉夫金、戴倫·史維莫   | 2004年2月11日  | 176213   | 5                 |
| 彼得開始街頭賽車，並將氪石注入汽車。在他拒絕在比賽中放水後，負責人便威脅要殺死他和他的家人。彼得請求克拉克用他的超能力幫助他。彼得挑戰負責人，要與他賽車，但在克拉克偷聽到他們在彼得的賽車上動手腳的事後，決定中止這場比賽。同時，強納森開始出現與喬·艾爾達成協議的副作用。 |      |            |                            |                              |                |          |                   |
| 58 | 14   | 著魔的愛情 | 詹姆斯·馬歇爾              | 霍莉·哈羅德                  | 2004年2月18日  | 176214   | 5.33              |
| 克拉克被迫在另一名學生愛麗西亞·貝克（Alicia Baker）面前使用超能力，並驚訝的發現，愛麗西亞也是遭隕石感染的人之一。兩人因彼此的共同點而發展出戀情，但愛麗西亞逐漸變得痴狂，在發現克拉克愛著拉娜後，醋意大發的她決定殺死拉娜。克拉克利用鉛漆阻止了她。拉娜擔心自身的安全，請萊克斯將亞當逐出塔龍。 |      |            |                            |                              |                |          |                   |
| 59 | 15   | 死而復生   | 特倫斯·奧哈拉              | 陶德·史拉夫金、戴倫·史維莫   | 2004年2月25日  | 176215   | 4.97              |
| 強納森即將接受手術，克拉克協助了一位十來歲、哥哥文斯（Vince）剛因肝病而死的男孩蓋瑞特（Garrett），讓無處可去的他寄住在克拉克家。活了過來的文斯到肯特農場找蓋瑞特，大家都感到很震驚。當文斯的肝病又發作時，蓋瑞特做出了氪石炸彈，威脅院方將強納森的肝移植到文斯身上，否則便會引爆炸彈。最終，蓋瑞特被警方的狙擊手射殺，克拉克及時將炸彈帶到別處引爆。同時，克拉克發現，李涅一直在用從他的血液製作出來的血清來讓死人復活。                                                    |      |            |                            |                              |                |          |                   |
| 60 | 16   | 危急關頭   | 肯尼斯·比勒                | 布萊恩·彼得森、凱利·薩德斯   | 2004年3月3日   | 176216   | 5.26              |
| 克拉克接到一通拉娜的電話，電話中，她的聲音十分惶恐。克拉克聽到一聲槍聲後，電話便斷線了；但當他趕到塔龍時，發現拉娜仍活得好好的。克拉克、拉娜與克洛發現這通電話來自未來，而逃出實驗室的亞當正是朝拉娜開槍的人。克拉克透過電話中的線索阻止了亞當。 |      |            |                            |                              |                |          |                   |
| 61 | 17   | 遺產       | 格雷格·貝蒙                | 傑夫·羅伯                    | 2004年4月14日  | 176217   | 4.48              |
| 克拉克發現喬·艾爾透過鑰匙傳訊給強納森，強納森因此離家。克拉克到科瓦奇洞穴面對自己的生父。拉娜給予克拉克支持及安慰，克拉克吻了拉娜。拉娜對萊克斯表示，她對克拉克失去了信心。克拉克被李涅逮個正著，起了疑心的李涅找上了史皇博士。兩人達成了協議，而李涅的動機也顯現出來——他快死了，並相信能救治他的東西就在科瓦奇洞穴裡。 |      |            |                            |                              |                |          |                   |
| 62 | 18   | 真相       | 詹姆斯·馬歇爾              | 德魯·格林伯格                | 2004年4月21日  | 176218   | 4.43              |
| 克洛在潛入路德公司時吸入了能讓人吐實的氣體。她決定利用她的能力調查克拉克的秘密，然而，氣體的毒性太強，會使克洛斃命。克拉克找到了解毒劑，救了克洛。拉娜決定離開斯莫維爾鎮去巴黎。 |      |            |                            |                              |                |          |                   |
| 63 | 19   | 記憶       | 麥爾斯·米勒                | 阿爾弗雷德·高夫、麥爾斯·米勒 | 2004年4月28日  | 176219   | 4.32              |
| 萊克斯決定與賈納博士合作，以取回他精神崩潰時的記憶。克拉克知道，此舉將會使他的秘密曝光，便試圖阻止他，但被李涅與賈納抓住，當做研究對象。透過實驗，克拉克得知了他生母的姓名諾拉（Lara）。實驗期間出了意外，實驗室全毀，克拉克的秘密也免於曝光。 |      |            |                            |                              |                |          |                   |
| 64 | 20   | 護身符     | 約翰·施奈德                | 肯尼斯·比勒                  | 2004年5月5日   | 176220   | 4.72              |
| 科瓦奇人傑利米·霍德斯克拉（Jeremiah Holdsclaw）從科瓦奇洞穴中偷走一把傳說中的匕首，獲得了與克拉克類似的超能力。傑利米相信自己是真正的納曼（Naman，科瓦奇傳說中身懷超能力的英雄，將拯救世界），於是便開始追殺李涅（傑利米相信李涅是科瓦奇傳說中納曼的死敵）。李涅試圖找到這把匕首，克拉克知道，如果被不對的人拿到的話，匕首會粉碎。克拉克在傑利米正要殺死李涅時打敗了他。最終，匕首因李涅與萊克斯其中一人的碰觸而粉碎，但在兩人靠近時匕首發出了光芒，意味著兩人中有一人是克拉克的宿敵。 |      |            |                            |                              |                |          |                   |
| 65 | 21   | 被棄的夥伴 | 特倫斯·奧哈拉              | 布萊恩·彼得森、凱利·薩德斯   | 2004年5月12日  | 176221   | 4.54              |
| 艾蜜莉·伊娃·丹斯莫（Emily Eve Dinsmore，曾出現在第二季的劇集《加速》中）長大了，卻仍對拉娜念念不忘。她逃出拘禁她的地方，並綁架了拉娜。同時，得知拉娜即將離開小鎮的克拉克決定向拉娜道出自己的秘密，好讓兩人能在一起。聯邦調查局（FBI）探員法蘭克·羅德（Frank Loder）綁架並拷問彼得，要他說出有關克拉克的秘密，彼得守口如瓶。克拉克救出了拉娜，而艾蜜莉又逃脫了。同時，萊克斯被指控謀殺路德公司的研究人員，克洛將李涅謀害自己父母的口供交給萊克斯。最終，李涅被逮捕，而彼得則搬離了小鎮。      |      |            |                            |                              |                |          |                   |
| 66 | 22   | 承诺       | 格雷格·貝蒙                | 阿爾弗雷德·高夫、麥爾斯·米勒 | 2004年5月19日  | 176222   | 5.92              |
| 一名聲稱自己來自氪星的女孩卡拉（Kara）來到肯特農場，要引領克拉克履行他的使命。克拉克向強納森與瑪莎尋求建議，但卡拉揭發了強納森與喬·艾爾的協議，令克拉克大感震驚。克拉克與萊克斯絕交，與拉娜的感情也隨著拉娜前往巴黎而結束。最終，克拉克被喬·艾爾帶走，強納森昏迷不醒，李涅的頭髮被剃光，萊克斯被下毒，克洛可能在爆炸中喪生了，一個氪星符號出現在肯特農場的草地上。                                                                                                  |      |            |                            |                              |                |          |                   |

## 播出與反響
有別於前兩季的播出時間（每個星期二的下午9點），第三季改至每個星期三的下午8點播出。第三季的平均收視率較上一季而言有所下跌，平均每集有496萬人收看，而上一季則是630萬人。該季在根據尼爾森收視率列出的收視人次排名中名列第141名，較上一季的第113名來的差。2004年，集數《放逐》入圍了金膠捲獎的最佳音效剪輯獎（電視劇劇集），而集數《危急關頭》則於第3屆視覺效果協會獎頒獎典禮上入圍最佳合成效果獎。

## 商業搭配與家庭媒體
在第一集收穫好評後，《克洛編年史》（Chloe Chronicles）的第二集隨著《超人前傳》第三季推出。艾莉森·麥克在劇中飾演克洛·蘇利文，山姆·瓊斯三世也有出演其中。在北美，第三季的完整版DVD於2004年11月16日上市。此外，第三季的DVD版本還分別於2005年4月18日和2005年7月18日在區域2及區域4發行。DVD套裝包含多則特別收錄，如劇集評論及《克洛編年史》等。第二季及第三季的DVD於第31屆土星獎上榮獲最佳電視劇DVD獎。